# Metlon
Metlon je značka pokovované fóliové efektní příze americké firmy Metlon Corporation.

## Složení a použití příze
Jednoduchá příze sestává z polyesterové fólie pokovované jednostranně vrstvou hliníku. Fólie se stříhá na šířku 0,25 - 0,8 mm a pásek se natírá na pokovované straně stříbrným lakem nebo po obou stranách zlatým lakem.
Metlon se vyznačuje vysokým leskem, příze snáší suché teplo do cca 70 °C, praní a zušlechťování výrobků z metlonu za mokra se nedoporučuje.
- Typ 150VS se vyrábí jako jednoduchá příze v jemnostech 14,6 - 46 tex, pevnost dosahuje nejméně 250 g, tažnost 80 %.

Použití: vyšívání, zdobení 
- U typu 50NL je fóliová příze obeskána dvěma polyamidovými filamenty (jemnost 2,4 tex), jeden s pravým a jeden s levým zákrutem (200-275 / m). Jemnost skané příze dosahuje 9,5 - 12 tex, pevnost se udává s min. 160 g, tažnost s 20 %.

Použití : pleteniny,tkaniny, stuhy 
- V některých odborných lexikonech je metlon popisován jako příze s hliníkovým jádrem polepeným polyesterovou fólií. Vlastnosti výrobku se liší od shora uvedených příkladů např. možností zušlechťování za mokra. [3]